# Sony Ericsson P1i

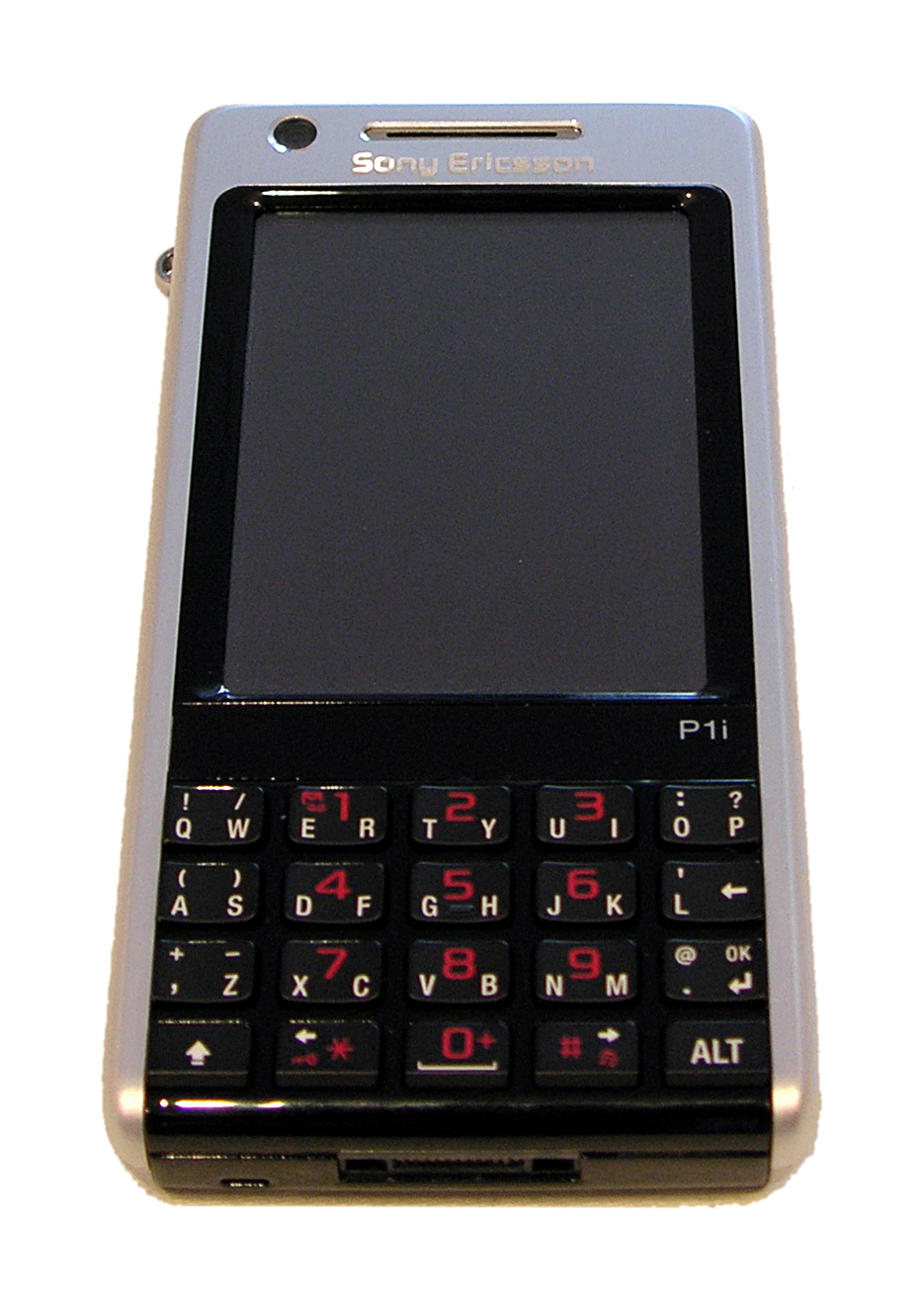
P1 Frontansicht

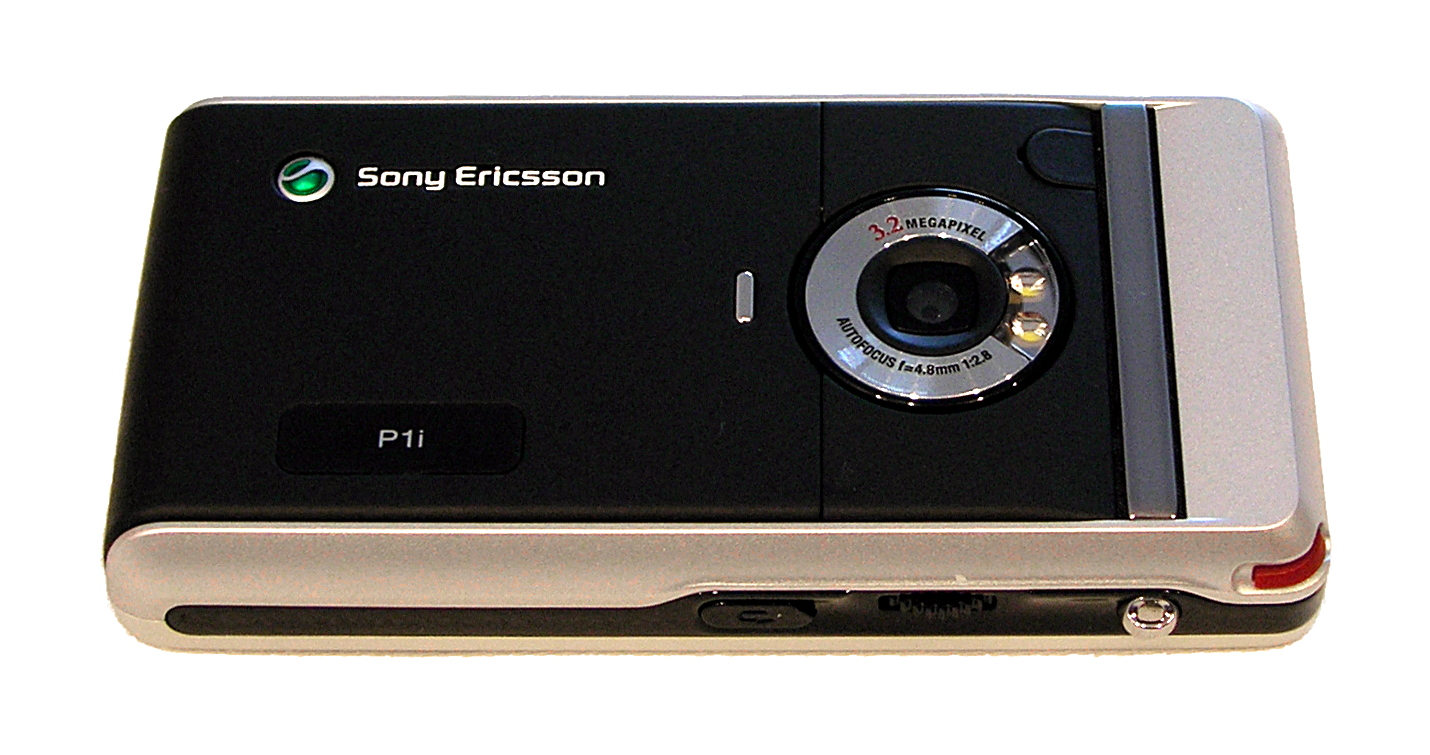
P1 Rückansicht

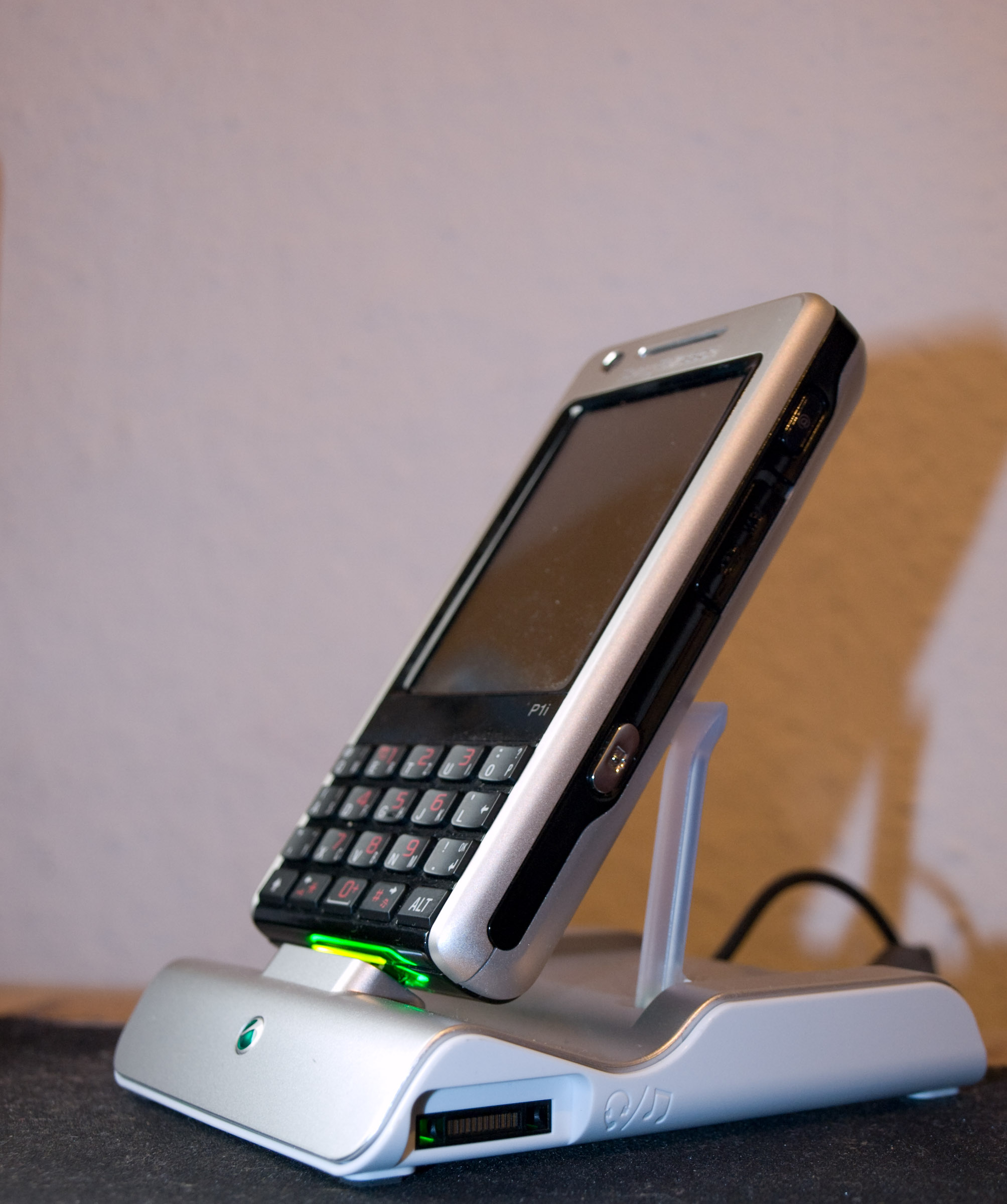
P1 im mitgelieferten Dock

Das Sony Ericsson P1i ist ein UMTS-Smartphone des schwedisch-japanischen Mobilfunkherstellers Sony Ericsson. Es kam im dritten Quartal 2007 als Nachfolger des P990 auf den Markt und basiert daher ebenso auf dem Betriebssystem Symbian OS 9.1 und der Oberfläche UIQ 3.
Vor der offiziellen Ankündigung war das P1 unter dem Codenamen Elena bekannt.
Im Vergleich zum Vorgänger kommt das P1 ohne Nummerntastaturabdeckung (Flip) aus, dafür musste die Displaydiagonale um 0,5 Zentimeter verringert werden. Zudem wurde der RAM des P1 auf 128 MB verdoppelt. Das Smartphone verfügt über WLAN, Bluetooth 2.0 (mit A2DP) und eine Infrarotschnittstelle sowie GPRS und UMTS zur drahtlosen Datenübertragung. 
Wie beim Sony Ericsson M600 besitzt das P1 eine kombinierte Zahlen-/QWERTZ-Tastatur, wobei sich zwei Buchstaben und teils eine Ziffer sowie Sonderzeichen die Taste teilen, die Umschaltung erfolgt über die ALT-Taste. Die Schrifteingabe kann per Hand bzw. mithilfe des im Lieferumfang enthaltenen Stylus über den Touchscreen erfolgen sowie über die Tastatur oder über eine eingeblendete Bildschirmtastatur. Die Navigation in den Menüs erfolgt entweder über das auf der linken Seite angebracht 3-Wege-Rad (JogDial) sowie die darunter liegende Zurück-Taste oder per Touchscreen.
An der Unterkante des Gerätes befindet sich eine zweifarbige LED, welche wichtige Meldungen signalisiert (z. B. grün blinkend: entgangener Anruf, SMS, E-Mail, Termin oder Voicemail, grün leuchtend: Akku wird geladen, oder rot leuchtend: Akku wird geladen während das Handy abgeschaltet ist).
Auf der Rückseite des Gerätes befindet sich das Objektiv der 3,2-Megapixel-Kamera mit Autofokus und LED-Blitz, an der Vorderseite befindet sich eine weitere Kamera mit QVGA-Auflösung zur Videotelefonie.

## Technische Daten
- UMTS/GSM 900/DCS 1800/PCS 1900
- WLAN nach IEEE-802.11a/b-Standard (bis 54 Mbit), WEP und WPA Verschlüsselung möglich
- ARM9-Hauptprozessor PNX4008 von Philips mit 208 MHz[3]
- transflektives 2,6-Zoll-Display mit druckempfindlichem Touchscreen, QVGA-Auflösung (320 × 240 Pixel), 262.144 Farben
- 3,2 Megapixel Kamera mit Autofokus und digitalem Zoom bis zu 3.2x
- integrierter Speicher: 256 MB, davon 160 MB zugänglich (erweiterbar mit Memory Stick Micro)
- 128 MB RAM (79 MB nach Start verfügbar)
- FM-Radio mit RDS-Decoder
- Gewicht: 124 Gramm
- Abmessungen: 106 × 55 × 17 mm
- Akkulaufzeiten: GSM/GPRS 900/1800/1900: Gesprächszeit 10 Stunden, Standby 440 Stunden. UMTS 2100: Gesprächszeit 3 Stunden 30 Min., Standby 350 Stunden, Videotelefonie 2 Stunden